# Gyrohypnus fracticornis
Gyrohypnus fracticornis är en skalbaggsart som först beskrevs av Müller 1776.  Gyrohypnus fracticornis ingår i släktet Gyrohypnus, och familjen kortvingar. Arten är reproducerande i Sverige.